# 1-я танковая дивизия (1-го формирования)
1-я Краснознамённая танковая дивизия — общевойсковое соединение (танковая дивизия) автобронетанковых войск РККА ВС Союза ССР, до и во время Великой Отечественной войны.
Полное действительное наименование — 1-я Краснознамённая танковая дивизия, а сокращённое действительное — 1 тд. 1-я Краснознамённая танковая дивизия в действующей армии Красной Армии в период с 22 июня по 20 сентября 1941 года.

## История
Танковая дивизия формировалась в лагере Струги Красные с июня 1940 года. 1-й танковый полк дивизии формировался из остатков 34-й легкотанковой бригады, 1-го танкового батальона 1-й легкотанковой бригады, 91-го танкового батальона 20-й тяжёлой танковой бригады, 210-го химического танкового батальона. 2-й танковый полк на базе 4-го и 8-го танковых батальонов 1-й легкотанковой бригады, 17-го танкового полка 25-й кавалерийской дивизии, 95-го танкового батальона 20-й тяжёлой танковой бригады и 40-й танковой бригады (бригада принимала участие в боях на Карельском  перешейке, за что была награждена орденом Красного Знамени). Артиллерийский полк создавался из конно-артиллерийского дивизиона 25-й кавалерийской дивизии, мотострелковый — из 15-й стрелково-пулемётной бригады и кавалерийского полка 25-й кавалерийской дивизии. Конно-зенитный дивизион той же дивизии был реорганизован в 1-й зенитно-артиллерийский дивизион. Вышеназванные части, послужившие базой для сформирования частей 1-й танковой дивизии, принимали участие в советско-финской войне.
К началу Великой Отечественной войны 1-й и 2-й танковые полки дивизии должны были иметь по штатам, принятым в апреле 1941 года, 375 танков всех типов и 56 бронемашин. При этом к 22 июня эти полки были укомплектованы в основном устаревшей матчастью — основными и специальными танками БТ-5, БТ-7, Т-26, ОТ-130, Т-28, бронемашинами БА-10 и БА-20, а также несколькими танками Т-50. Ударную мощь дивизии значительно усилили 24 танка КВ-1, полученные в июле 1941 года. Танковые, 1-й мотострелковый и 1-й артиллерийский полки дивизии были почти полностью механизированы: имелись не только тягачи «Коминтерн» и «Комсомолец», грузовики ГАЗ-АА, ГАЗ-3А, ЗИС-5, ЗИС-6, но и полевые бензоцистерны, мастерские, хлебопекарни, рефрижераторы, душевые и даже передвижной дивизионный клуб.

### 1941 год
17 июня в штаб корпуса поступил приказ начальника штаба Ленинградского военного округа генерал-майора Никишева об отправке соединения в район Алакуртти и исключении его из состава корпуса.
В течение 18 — 19 июня дивизия отправлялась воинскими эшелонами со станции Берёзки и к 22 июня практически полностью сосредоточилась на станциях Алакуртти и Кайрала, отдельные части попали при разгрузке под авиаудар. К 26 июня дивизия сосредоточилась в полном составе в районе станции Алакуртти, озера Сари-Ярви, восточных скатов горы Кустовара и предназначались для совместных действий с 42-м стрелковым корпусом. Главные силы дивизии находились в районе Алакуртти, кроме того отдельные части (2-й танковый батальон 1-го танкового полка) были выделены для взаимодействия со 122-й стрелковой дивизией, мотострелковый полк прикрывал левый фланг корпуса.
28 июня 2-й танковый полк сосредоточился в 1,5 километрах южнее Алакуртти, исключая 3-й батальон, отбывший в резерв штаба армии и направленный в район Кандалакши.
4 июля по приказу Г. К. Жукова было предписано погрузить дивизию без одного полка в поезда и отправить в район Красногвардейска, с отправкой всей тяжёлой бронетехники. Однако этот приказ командование армии не торопилось выполнять.
4 июля 2-й танковый батальон из 1-го танкового полка и один батальон из состава мотострелкового полка участвовали в контратаке на правом фланге корпуса, в целом, не имея успеха. 6 июля вновь части дивизии принимали участие в бою, но в условиях лесисто-болотистой местности вынуждены были атаковать малыми группами.
С 7 июля обороняет полосу в районе Юнааиванселька, Витхарью, Кусизара, до 14 июля ведёт частные бои силами 1-го танкового полка, 2-й танковый полк в этих боях не участвовал.
14 июля пришёл повторный приказ об отправке дивизии. Однако в корпусе оставляли по 5 — 6 танков в каждой стрелковой дивизии. На основе отправленного в Кандалакшу 3-го батальона 1-го танкового полка и из этих танков 9 августа был сформирован 107-й отдельный танковый батальон. 1-й мотострелковый полк вообще не мог быть отправлен, потому что был втянут в бои на левом фланге корпуса, вёл бои вплоть до октября, понёс большие потери, отведён в Кандалакшу где впоследствии был переформирован в 1046-й стрелковый полк 289-й стрелковой дивизии
17 июля воинские поезда с дивизией (без 3-го батальона 2-го танкового полка, 1-го мотострелкового полка, 3-го батальона 1-го танкового полка) отправились через Петрозаводск на Ленинград. Дивизия оставила из-за технических неисправностей в Алакуртти два КВ-1, 23 БТ-7, 10 Т-26 и в Кандалакше — 30 БТ. За время боёв безвозвратные потери дивизии составили 33 БТ, 1 Т-26, 3 БА-10.
18 июля в Петрозаводске был остановлен и разгружен 3-й танковый батальон 2-го танкового полка, а затем из Красногвардейска были возвращены оставшиеся два батальона, таким образом, весь 2-й танковый полк остался в Карелии. Эти приказы уже отдавал Ворошилов, в то время командующий Северным фронтом. В конце июля 3-й танковый батальон 2-го танкового полка был передан в Суоярвскую оперативную группу, а 1-й и 2-й — в Петрозаводскую оперативную группу.
1-й танковый полк и другие подразделения дивизии, переброшенные из Заполярья 18 июля сосредоточились в районе посёлка Рошаля, 21 июля сосредоточились в районе Кикерино — Волосово, а с 22 июля — передислоцировалась в район Большие Корчаны, Пружицы, Ильеши, Гомонтово.
31 июля вновь передислоцирована в район Коростелево — Скворицы — Большие Черницы. В начале августа дивизия дислоцировалась в Войсковицы — Мал. Парицы — Скворицы — Шпаньково и находилась в резерве фронта.
23 июля 2-й танковый полк двухбатальонного состава в районе Палалахты пошёл в наступление по дороге Кутчезеро — Ведлозеро, имея в составе 4 КВ-1, 13 Т-28, 29 БТ-7, 57 БТ-5, 32 Т-26, в том числе 23 огнемётных, 19 бронемашин БА-10 и БА-20, до 200 автомашин. Наступление полка поддерживал 24-й мотострелковый полк НКВД. Часть сил была брошена в обходной манёвр на Савиново и Куккозеро. Наступление захлебнулось и было продолжено только в начале августа, силами полка и 272-й стрелковой дивизии. Наступление также имело частный успех, наступающие войска продвинулись на 5 — 15 километров. После наступления финских частей, остатки полка отошли к Петрозаводску и приняли участие в его обороне.
В начале августа 1-й батальон в течение трёх суток удерживает станцию Котлы, обеспечивая отправку скопившихся грузов, затем совершив марш, передислоцировался в лес западнее Ильеши, где находились основные подразделения дивизии. Батальон был пополнен 12-ю танками КВ.
Вечером 10 августа переброшена в район Большие Корчаны — совхоз Озертицы.
11 августа полк получил приказание сосредоточиться в районе Шадырицы, по дороге попал в засаду, потерял 11 КВ, 8 БТ-2, 9 БТ-7, 2 БА-10.
12 августа дивизия перешла к обороне в районе Выползово — Кряково — Неревицы — Лелино, имея эшелонированную оборону танковыми засадами. В этот момент дивизия насчитывала 58 исправных танков из них 4 Т-28 и 7 КВ-1. С 12 по 15 августа 1-я танковая дивизия уничтожила 103 танка, 12 орудий и до 2-х батальонов пехоты. Потери дивизии за этот период составили: 6 танков КВ-1, 4 Т-28, 32 БТ-7, 6 Т-50, 4 Т-26 и 7 бронемашин. После этого дивизия использовалась в обороне мелкими группами, придаваемыми пехотным подразделениям, и отходила к Красногвардейску.
С 16 по 31 августа дивизия, получив пополнение, методом подвижных танковых засад вела упорные сдерживающие бои с превосходящими силами противника, в результате чего уничтожила до батальона пехоты, 77 танков, 7 орудий, 2 миномёта, 4 самолёта. В том числе 43 танка были подбиты ротой старшего лейтенанта З. Г. Колобанова 20 августа 1941 года. Потери дивизии за этот период составили 11 танков КВ-1, 4 Т-28, 3 БТ-7, 1 Т-34, 8 Т-26, огнемётный Т-26, 2 БА.
С 18 августа дивизия переформировывается и пополняется. Ещё с конца июля в составе дивизии был образован 2-й танковый полк (2-го формирования). Он действовал в районе Кингисеппа, отступал к Копорье и затем на Ораниенбаумский плацдарм, где 24 октября переформирован в отдельный танковый батальон 8-й армии.
20 августа остатки 2-го танкового полка переформированы в 51-й отдельный танковый батальон и 106-й отдельный танковый батальон.
В начале сентября дивизия оборонялась на юго-восточных подступах к Красногвардейску, имея в составе 20 КВ-1. В середине сентября оборонялась на рубеже Лигово — Пулково, действуя, в частности совместно с 70-й стрелковой дивизией.
20 сентября в блокадном Ленинграде дивизия расформирована, личный состав поступил на формирование 123-й танковой бригады.

## Состав
- управление
- 1-й танковый полк
- 2-й танковый полк (1-го формирования) — до 18.07.1941
- 2-й танковый полк (2-го формирования) — с 29.07.1941
- 1-й мотострелковый полк — до 17.07.1941
- 1-й гаубичный артиллерийский полк
- 1-й отдельный зенитный артиллерийский дивизион
- 1-й разведывательный батальон
- 1-й понтонно-мостовой батальон
- 1-й отдельный батальон связи
- 1-й медико-санитарный батальон
- 1-й автотранспортный батальон
- 1-й ремонтно-восстановительный батальон
- 1-я рота регулирования
- 1-й полевой хлебозавод
- 63-я полевая почтовая станция
- 204-я полевая касса Госбанка

## Укомплектованность
|                                   | Т-28 | БТ-5 | БТ-7 | Т-26 | ХТ | Т-37 | Т-27 | БА-6 | БА-10 | БА-20 |
| --------------------------------- | ---- | ---- | ---- | ---- | -- | ---- | ---- | ---- | ----- | ----- |
| Состоит по списку                 | 38   | 89   | 176  | 18   | 50 | 2    | 40   | 4    | 49    | 35    |
| Находится на з-дах промышленности | 7    | 25   |      | 2    |    | 2    |      |      |       | 2     |
| Состоит на лицо                   | 31   | 64   | 176  | 16   | 50 |      | 40   | 4    | 49    | 33    |

Примечание: в первоисточнике указаны в наличии 6 танков КВ. Фактически 2 КВ-2 (№ 4706, 4709) и 4 КВ-1 (№ 4783, 4785 — 4787) были отгружены с завода в Кандалакшу только 29 июня 1941 года.
- на июнь 1941 года — БТ-5 — 89, БТ-7 — 176, Т-26 — 18, огнемётных Т-26 — 50, Т-28 — 38 и 53 бронемашины.
- на 01.07.1941 — всего 340 танков (30 Т-28, 199 БТ, 65 Т-26, 40 Т-27). Кроме того позднее дивизия получила 4 КВ-1 и 2 КВ-2.
- на 11 августа 1941 года — 14 Т-28, 22 КВ различных модификаций, 48 БТ различных модификаций, 12 Т-26 и 7 Т-50.

## В составе
| Дата            | Фронт (округ)            | Армия                         | Корпус | Дивизия | Примечания                                                                                            |
| --------------- | ------------------------ | ----------------------------- | ------ | ------- | --- |
| 22.06.1941 года | Северный фронт           | 14-я армия                    | -      | -       | - |
| 01.07.1941 года | Северный фронт           | 14-я армия                    | -      | -       | - |
| 10.07.1941 года | Северный фронт           | 14-я армия (14 А)             | -      | -       | - |
| 01.08.1941 года | Северный фронт           | Кингисеппский участок обороны | -      | -       | кроме 2-го танкового полка (1ф) в 7А и 1-го мотострелкового полка в 14 А.                             |
| 01.09.1941 года | Ленинградский фронт (ЛФ) | -                             | -      | -       | кроме 2-го танкового полка (2ф) в КОГ ЛФ и 1-го мотострелкового полка в 14 А                          |
| 01.10.1941 года | -                        | -                             | -      | -       | в составе не имеется, кроме 2-го танкового полка (2ф) в 8 А 1-го мотострелкового полка в составе 14 А |
| 01.11.1941 года | -                        | -                             | -      | -       | в составе не имеется, кроме 2-го танкового полка (2ф) в 8 А                                           |

## Командиры
Командиры
- Баранов, Виктор Ильич, генерал-майор танковых войск

Начальники штаба дивизии
Заместители командира дивизии
Начальники политотдела
- (март 1940 — декабрь 1941) Матюшин, Николай Иванович полковой комиссар[3].

## Награды и наименования
| Награда                | Дата               | За что получена                                      |
| ---------------------- | ------------------ | ---------------------------------------------------- |
| Орден Красного Знамени | 21 марта 1940 года | по преемственности от 20-й тяжёлой танковой бригады. |

## Воины дивизии
| Награда | Ф. И. О.                       | Должность                                                    | Звание          | Дата награждения | Примечания                       |
| ------- | ------------------------------ | ------------------------------------------------------------ | --------------- | ---------------- | -------------------------------- |
|         | Борисов, Александр Михайлович  | командир танка 2-го танкового батальона 1-го танкового полка | старший сержант | 22 июля 1941     | Умер от ран 5 августа 1941 года. |
|         | Колобанов, Зиновий Григорьевич | командир роты 1-го танкового батальона 1-го танкового полка  | лейтенант       | 7 февраля 1942   | Советский танковый ас.           |